# Юбу
Острів Ю́бу (яп. 由布島, ゆぶじま, Юбу-Дзіма, Юфу) — невеликий острів в складі острівної групи Яеяма островів Сакісіма архіпелагу Рюкю. Адміністративно відноситься до округу Такетомі повіту Яеяма префектури Окінава, Японія.
Острів розташований біля північно-східних берегів острова Іріомоте, від якого відокремлений вузькою протокою. На півдні острова поширені тропічні ліси.
На півночі розташоване невелике поселення, яке має таку ж назву, як і острів — Юбу.

## Галерея

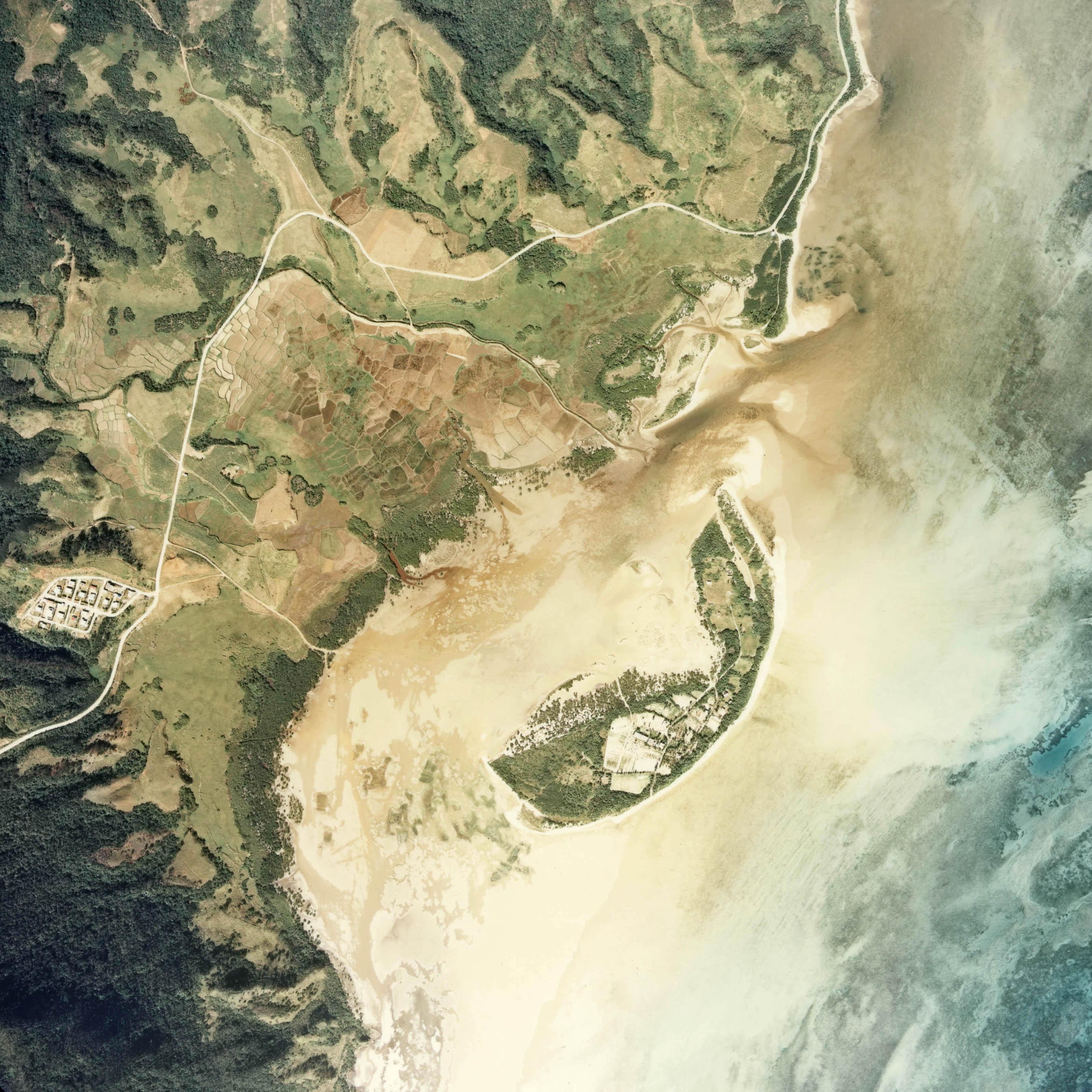
Супутниковий знімок острова
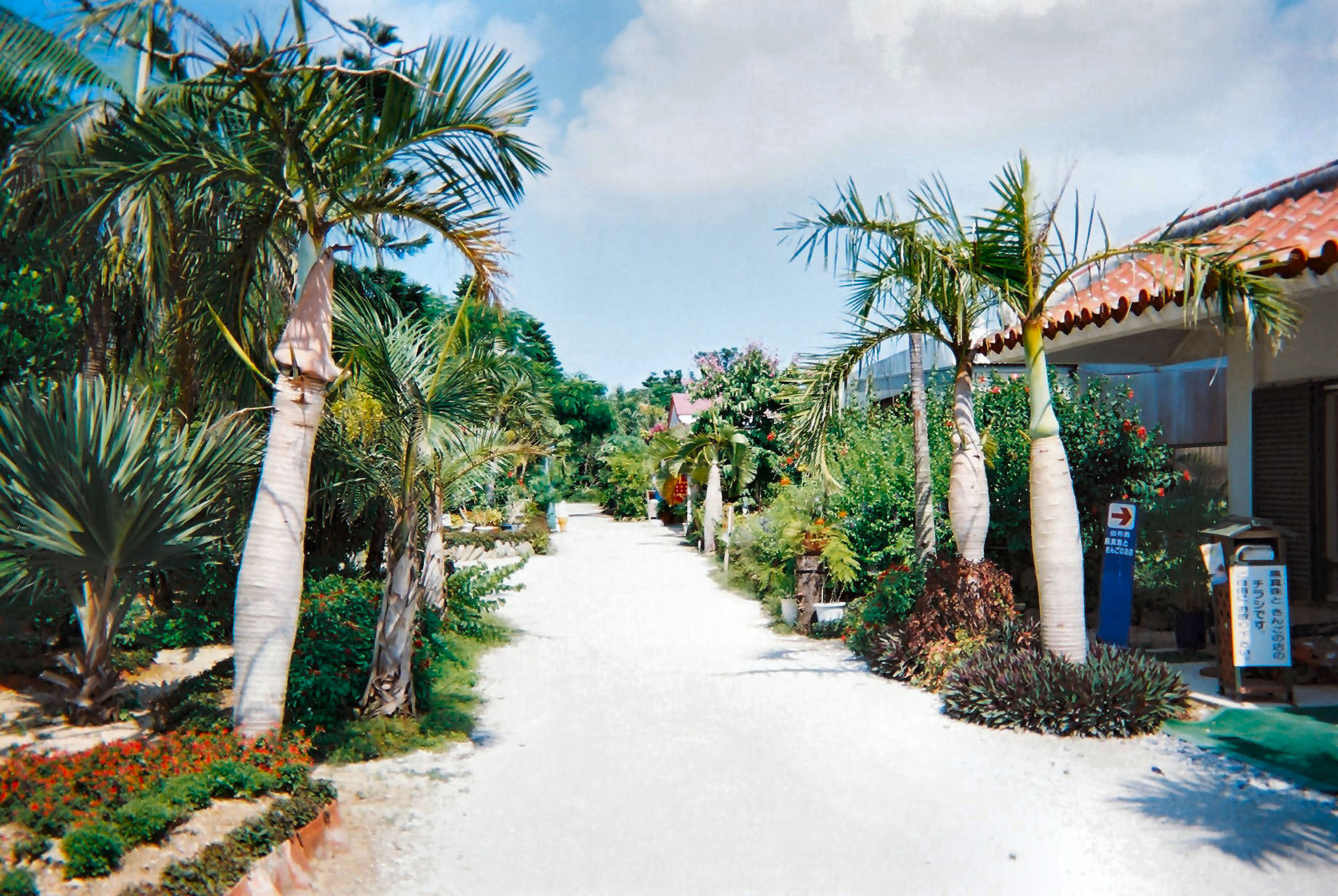
Селище Юбу
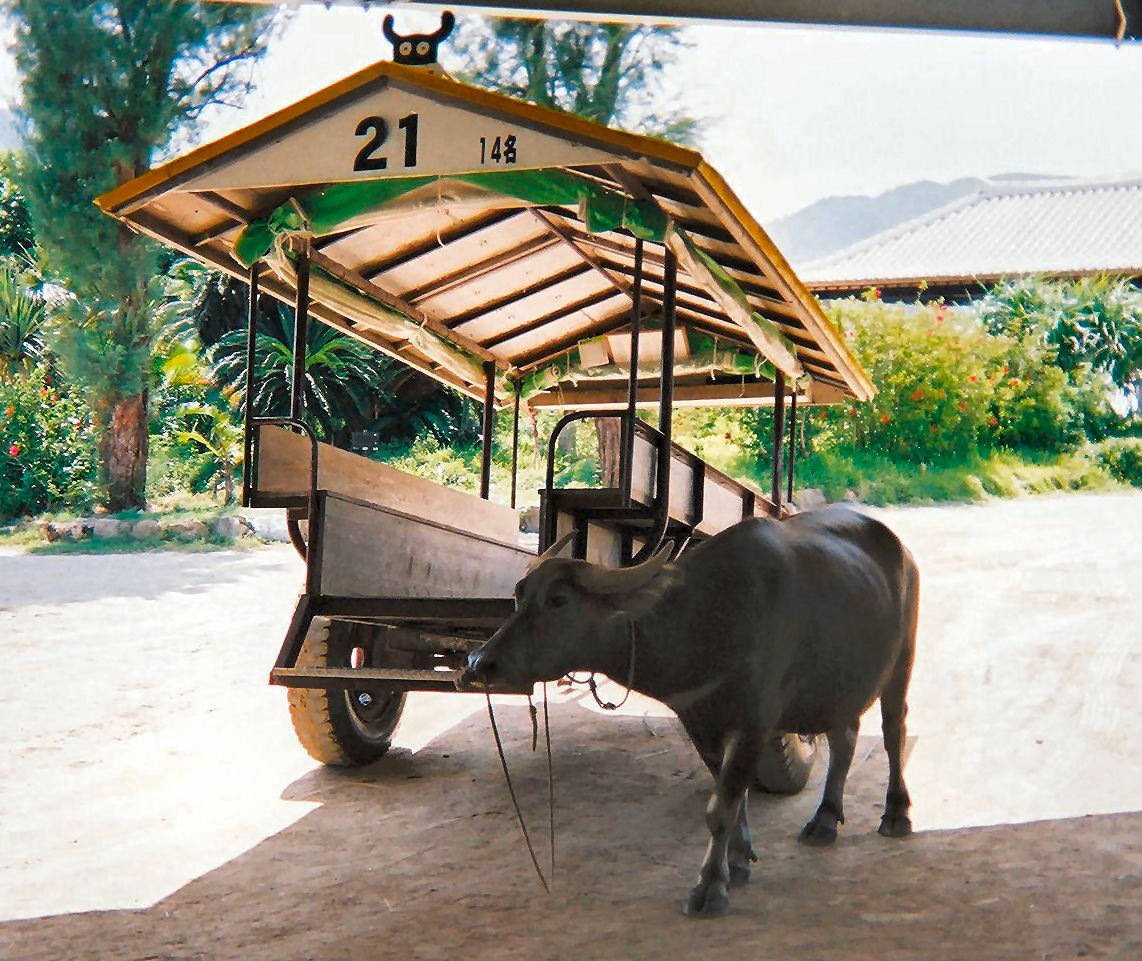
Поширений вид транспорту